# Ludwig Schnorr von Carolsfeld

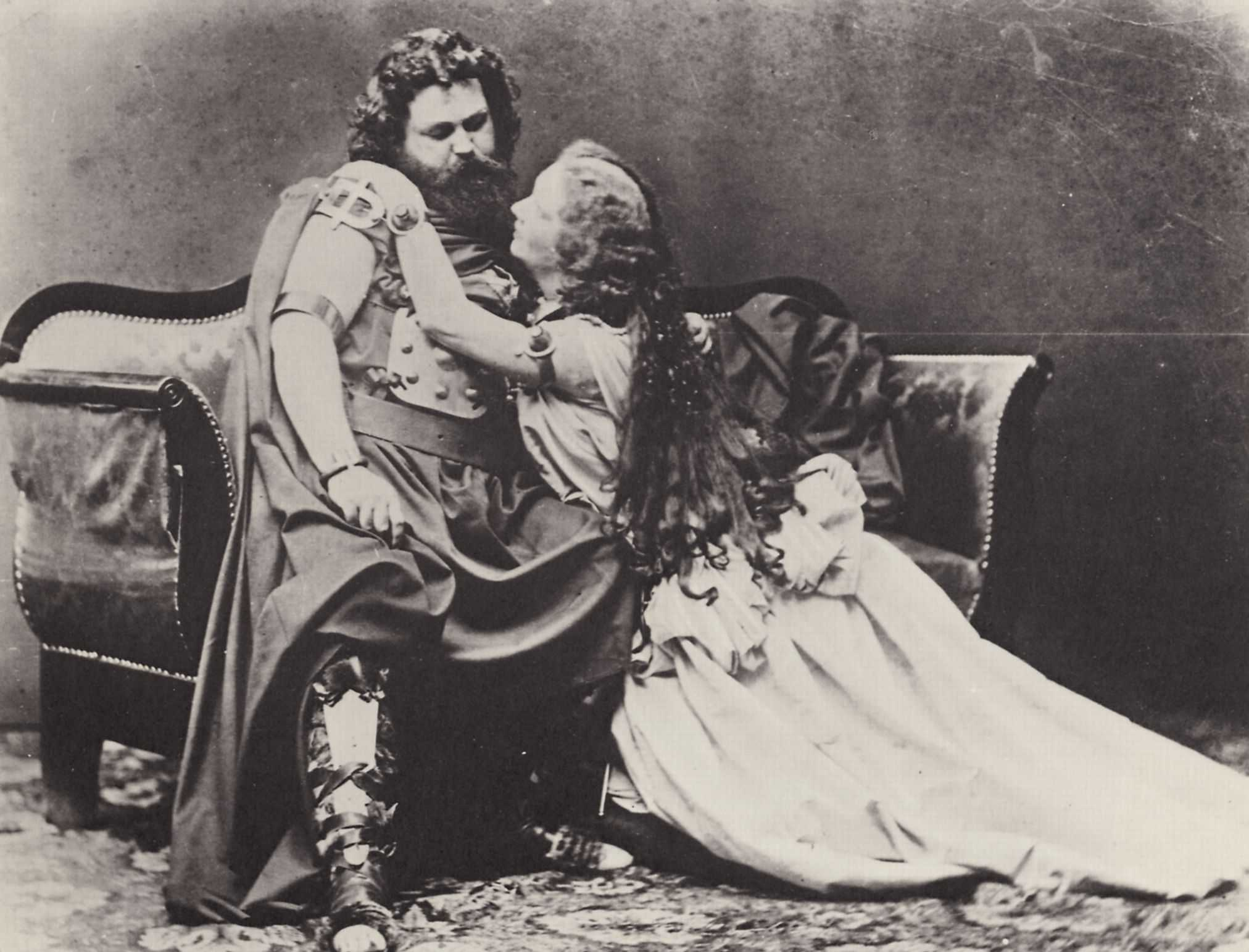
Ludwig y Malvina Schnorr von Carolsfeld como Tristan und Isolde

Ludwig Schnorr von Carolsfeld (Múnich, Alemania, 2 de julio de 1836 - Dresde, 21 de julio de 1865) fue un célebre tenor alemán creador del rol protagónico de Tristan de Richard Wagner. Fue el primer heldentenor o tenor heroico.

## Biografía
Ludwig Schnorr von Carolsfeld nació en Múnich, hijo del afamado pintor Julius Schnorr von Carolsfeld. Se educó en la Kreuzschule de Dresde y tomó lecciones de canto en Leipzig.
Debutó en 1858 en Karlsruhe, y en 1860 en la famosa Semperoper de Dresde como también la Opera Estatal de Baviera de Múnich como Pollione en Norma y en Der Freischütz. Su poderoso caudal lo llevó a protagonizar obras de Richard Wagner y Giuseppe Verdi.
En 1860 se casó con la soprano danesa Malvina Garrigues, que se dedicó completamente a secundarlo escénicamente dejando a un lado su carrera.
Como Lohengrin impresionó al rey Ludwig II de Baviera, contribuyendo a su ardiente afición por las óperas de Wagner, a quien conoció en 1862 en Wiesbaden y que le pidió cantara escenas de su nueva obra Tristan und Isolde.
Cuando el tenor programado para el proyectado estreno de la ópera en Viena falló más de setenta veces durante los ensayos, el compositor llamó a la pareja Schnorr von Carolsfeld para el estreno que gracias al apoyo del rey Ludwig tuvo lugar en Múnich el 10 de junio de 1865.
Seis semanas después, el tenor moría en Dresde a los 29 años. La muerte, atribuida al esfuerzo realizado en cantar Tristan —un papel que infligió un esfuerzo inédito hasta ese momento dentro del género lírico—, también se atribuye a complicaciones por fiebre reumática y meningitis.